# Šilat
Šilat (hebrejsky שִׁלָּת‎, v oficiálním přepisu do angličtiny Shilat) je vesnice typu mošav v Izraeli, v Centrálním distriktu, v Oblastní radě Chevel Modi'in.

## Geografie
Leží v nadmořské výšce 266 metrů v kopcovitých oblastech v předhůří Judeje a Samařska, na východním okraji rozsáhlého lesního komplexu (Benšemenský les), přímo na Zelené linii, která odděluje Izrael v mezinárodně uznávaných hranicích od okupovaného území Západního břehu Jordánu. Severně od obce probíhá v údolí vádí Nachal Modi'im.
Obec se nachází 28 kilometrů od břehu Středozemního moře, cca 28 kilometrů jihovýchodně od centra Tel Avivu, cca 26 kilometrů severozápadně od historického jádra Jeruzalému a 12 kilometrů jihovýchodně od města Lod. Vesnice spadá do aglomerace města Modi'in-Makabim-Re'ut, s ním je na jižní straně stavebně téměř propojena. Šilat obývají Židé, přičemž osídlení v tomto regionu je etnicky převážně židovské. Za Zelenou linií ovšem leží sídla obývaná palestinskými Araby. V tomto úseku ale na Západní břeh Jordánu vniká rozsáhlý a územně souvislý blok židovského osídlení okolo města Modi'in Ilit.
Šilat je na dopravní síť napojen pomocí silnic číslo 443 a 446, které tvoří zároveň hlavní komunikační osy dvojměstí Modi'in-Makabim-Re'ut a Modi'in Ilit.

## Dějiny
Šilat byl založen v roce 1977 v bývalém nárazníkovém území podél Zelené linie, kde do roku 1948 stávala malá arabská vesnice Šilta. Křižáci ji nazývali Capharscylta. V Šiltě v roce 1931 žilo 22 lidí v 7 domech. Stála tu muslimská svatyně al-Šajch Achmad al-Šiltáví. V červenci 1948 během války za nezávislost ji v rámci Operace Danny dobyla izraelská armáda a arabské osídlení tu skončilo. Zástavba vesnice pak byla zcela zbořena.
Myšlenka na zřízení nového židovského sídla v tomto regionu se v kruzích důstojníků izraelské armády objevila už roku 1975. První obyvatelé se sem nastěhovali v červenci 1977. Osada tehdy nebyla vybavena inženýrskými sítěmi. 15. srpna 1977 se konalo slavnostní otevření vesnice, zároveň tu byl zprovozněn generátor na elektřinu. V letech 1980–1981 vyrostla příjezdová komunikace. Na vzniku osady se podíleli členové mládežnického hnutí ha-No'ar ha-cijoni.
Od roku 1980 stojí u vesnice čerpací stanice pohonných hmot, kterou postavila soukromá společnost, ale roku 1995 ji předala do správy mošavu, jehož hospodaření pak zisky z této stanice vylepšují.

## Demografie
Podle údajů z roku 2014 tvořili naprostou většinu obyvatel v Šilat Židé - cca 600 osob (včetně statistické kategorie "ostatní", která zahrnuje nearabské obyvatele židovského původu ale bez formální příslušnosti k židovskému náboženství, cca 700 osob).
Jde o menší obec vesnického typu s dlouhodobě rostoucí populací. K 31. prosinci 2014 zde žilo 653 lidí. Během roku 2014 populace stoupla o 4,6 %.
| Rok            | 1983 | 1995 | 2001 | 2003 | 2004 | 2005 | 2006 | 2007 | 2008 | 2009 | 2010 | 2011 | 2012 | 2013 | 2014 |
| -------------- | ---- | ---- | ---- | ---- | ---- | ---- | ---- | ---- | ---- | ---- | ---- | ---- | ---- | ---- | ---- |
| Počet obyvatel | 157  | 338  | 348  | 352  | 360  | 376  | 375  | 389  | 398  | 427  | 484  | 511  | 564  | 624  | 653  |